# Esther Ovadia
Esther Ovadia, auch Haim Estreya Ovadya, (geboren 25. Dezember 1922 in Bitola, Königreich Jugoslawien; gestorben 26. August 1944 am Berg Kajmakčalan) war eine jugoslawische Widerstandskämpferin.

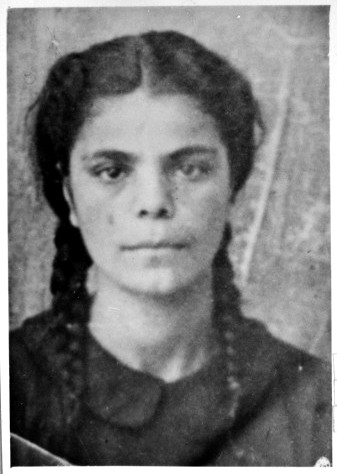
Esther Ovadia, 1941

## Leben
Esther Ovadia war in der jüdischen Jugend Bitolas aktiv. Mit einem Stipendium der Ženska Internacionalna Cionisticka Organizacija (Zionistische Frauen) ging sie 1938 nach Belgrad, um dort eine Berufsausbildung zu erhalten. Sie wurde Mitglied der Jugendorganisation der Kommunistischen Partei Jugoslawiens (KPJ) und wurde 1942 als Parteimitglied aufgenommen. Ihrer existentiellen Gefährdung war sie sich sehr bewusst: „All of us Jews, no matter where we will be, we will always be the first target of fascism.“ Nach dem deutschen Überfall auf Jugoslawien 1941 kehrte sie in ihren Heimatort zurück, wo die jüdische Bevölkerung von der bulgarischen Besatzungsmacht in ein Ghetto gezwungen wurde.
Ovadia schloss sich einer Partisanengruppe an und war an bewaffneten Auseinandersetzungen beteiligt. Sie starb bei einem Gefecht mit bulgarischen Truppen in der Region Bitola am Berg Kajmakčalan.
Postum erhielt sie 1953 den Titel Nationalheldin Jugoslawiens. Am 11. März 2023 wurde sie in ihrer früheren Heimatstadt Bitola von der mazedonischen Kulturministerin als Heldin des jüdischen Widerstandes geehrt.